# Naruto (wiry)
Wiry Naruto (jap. 鳴門の渦潮 Naruto no uzushio) − wodne wiry występujące w Japonii, w cieśninie Naruto, łączącej Morze Wewnętrzne z Pacyfikiem. 

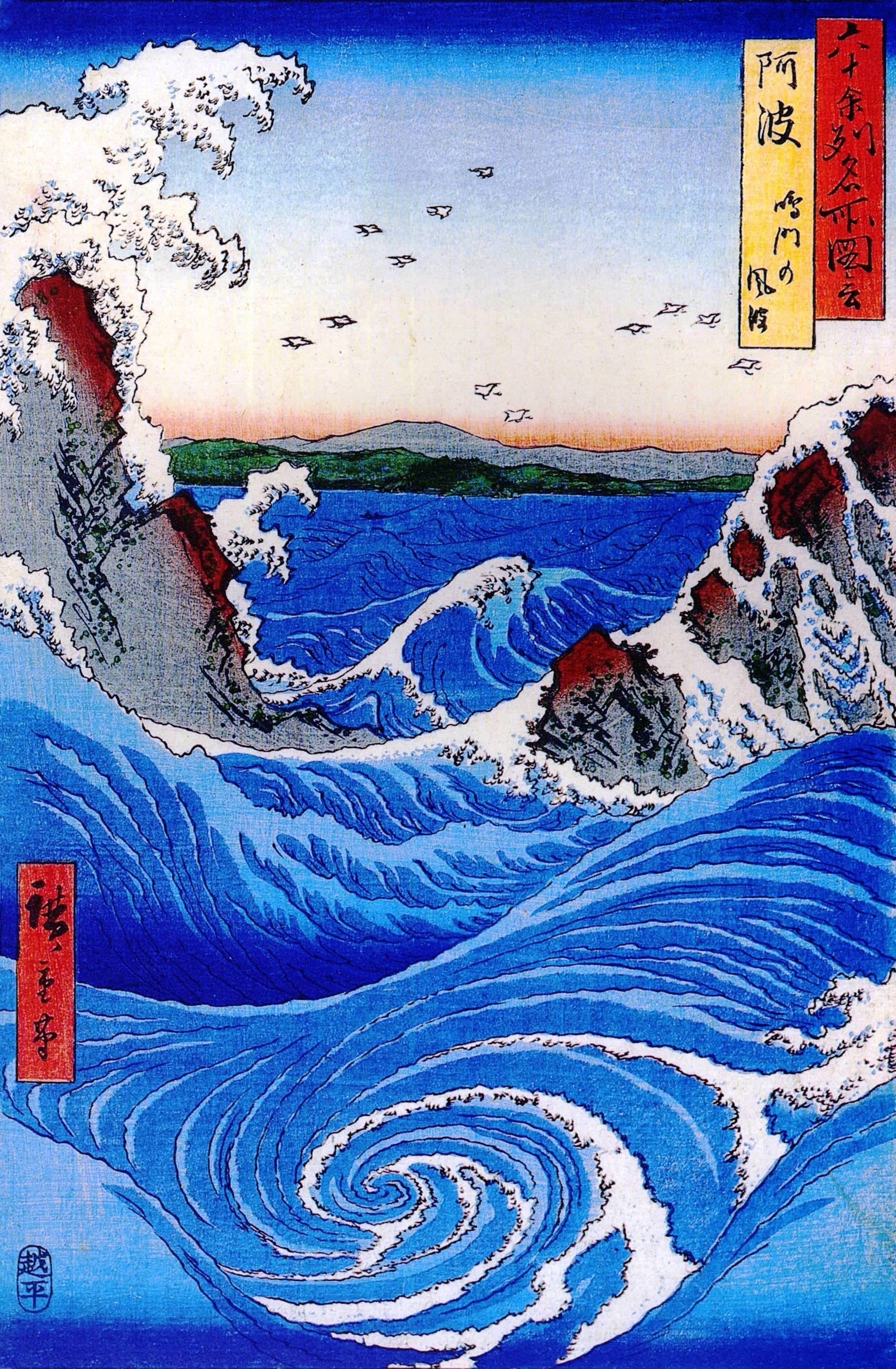
Ukiyo-e autorstwa Hiroshige Andō przedstawiające wiry Naruto

Wiry osiągają prędkość 20 km/godz. i średnicę 20 metrów. Szybkość prądu przepływającego przez cieśninę jest oceniana jako największa w Japonii i czwarta na świecie. Zjawisko to jest atrakcją turystyczną regionu.
Ponad cieśniną został zbudowany most wiszący (ukończony w 1985) o nazwie Ōnaruto. Ma on łączną długość 1 629 m.